# Халлидей, Майкл
Майкл Александр Кирквуд Ха́ллидей (англ. Michael Halliday; 13 апреля 1925 года, Англси — 15 апреля 2018 года, Сидней) — австралийский лингвист британского происхождения, основатель системно-функциональной лингвистики и системно-функциональной грамматики (англ.). М. Халлидей описывает язык как семиотическую систему, но не как систему знаков, а как систему ресурсов для формирования смысла. Несмотря на то, что Халлидей называл себя универсалом и пытался «взглянуть на язык с любой возможной точки зрения», в большей мере он отдавал предпочтение социальной, при которой язык одновременно выступает и как творение, и как творец человеческого общества.

## Избранные работы
- 1967—68. «Notes on Transitivity and Theme in English, Parts 1—3», Journal of Linguistics 3(1), 37—81; 3(2), 199—244; 4(2), 179—215.
- 1973. Explorations in the Functions of Language, London: Edward Arnold.
- 1975. Learning How to Mean, London: Edward Arnold.
- With C.M.I.M. Matthiessen, 2004. An Introduction to Functional Grammar, 3d edn. London: Edward Arnold.
- 2002. Linguistic Studies of Text and Discourse, ed. Jonathan Webster, Continuum International Publishing.
- 2003. On Language and Linguistics, ed. Jonathan Webster, Continuum International Publishing.
- 2005. On Grammar, ed. Jonathan Webster, Continuum International Publishing.
- 2006. The Language of Science, Jonathan Webster (ed.), Continuum International Publishing.
- 2006. Computational and Quantitative Studies, ed. Jonathan Webster, Continuum International Publishing.
- With W. S. Greaves, 2008. Intonation in the Grammar of English, London: Equinox.